# Kaz II
A Kaz II egy ausztrál katamarán jacht, amit 2007. április 20-án elhagyatva találtak meg a Nagy-korallzátonynál, háromfős legénysége nélkül. A három férfi sorsa mindmáig ismeretlen, az eset leginkább a Mary Celeste hajóéhoz hasonlít.

## Története
A Kaz II-t tíz hónappal az eset előtt egy Derek Batten (56) nevű ausztrál férfi vásárolta meg, majd 2007. április 15-én két barátjával, Peter (69) és James (63) Tunsteaddal egy 5500 kilométeres túrára indultak Ausztrália körül. A hajó teljesen biztonságos volt, stabil, a kormány és a GPS is működött. Airlie Beach kikötőjéből indultak el, este 21:30 körül Peter Tunstead még beszélt a feleségével telefonon.
A katamaránt április 20-án magányosan sodródva egy helikopter találta meg a Nagy-korallzátony fölött, felvont vitorlákkal, a három utasnak nyoma sem volt. Elsőként az vetődött fel, hogy a jacht viharba került, de az elmúlt napokban az időjárás csendes volt, így ez kizárható. Mások szerint egy ún. freak wave, azaz egy hirtelen keletkezett óriáshullám sodorhatta le az utasokat a fedélzetről, de akkor nyilvánvalóan felborít a hajóban mindent, viszont a hajó belseje teljesen ép volt, minden a helyén állt, még a laptop is bekapcsolva maradt. A kormányosfülkében térképek voltak kirakva, működött a radar, az étkezőben meg volt terítve.
Azonnal keresés indult a három férfi után, de hamarosan le is állították, mivel nem jutottak semmire. A hajón lévő videókamerán volt egy felvétel, ami az eltűnés napján készült. A felvételen jól látszik, hogy Peter horgászik, Derek a hajót vezeti, James pedig kamerázik. A GPS adatai szerint a hajó délelőtt 10:30-kor tért le az útvonalról: valószínű, hogy ekkor történt valami.
A nyomozáshoz felkért halottkém által felvázolt verzió szerint egyikőjük a vízbe eshetett, a másik kettő pedig megpróbálta megmenteni, de már nem tudtak a hajóra visszamászni. Ezt az indokolná, hogy a Kaz II-t járó motorral találták meg. A víz azon a helyen kb. 2500 méter mély.
A tengernek azon részén elég sok bordás krokodil él, mely az emberre is potenciálisan veszélyes. Lehetséges, hogy ilyen állatok ragadták el a három tengerbe esett utast.

### UFO
Egy nappal korábban, április 14-én egy ausztrál házaspár állításuk szerint UFO-t észlelt. A jelenségnek több észlelője volt, néhányan állítják, hogy ez rabolhatta el a Kaz II utasait. Mivel az UFO-k létezése mindmáig nem bizonyított, ez az „elmélet” is kétségbevonható.

## Fordítás
- Ez a szócikk részben vagy egészben  a   Kaz II című angol Wikipédia-szócikk ezen változatának fordításán alapul.  Az eredeti cikk szerkesztőit annak laptörténete sorolja fel. Ez a jelzés csupán a megfogalmazás eredetét és a szerzői jogokat jelzi, nem szolgál a cikkben szereplő információk forrásmegjelöléseként.